# Moutonne

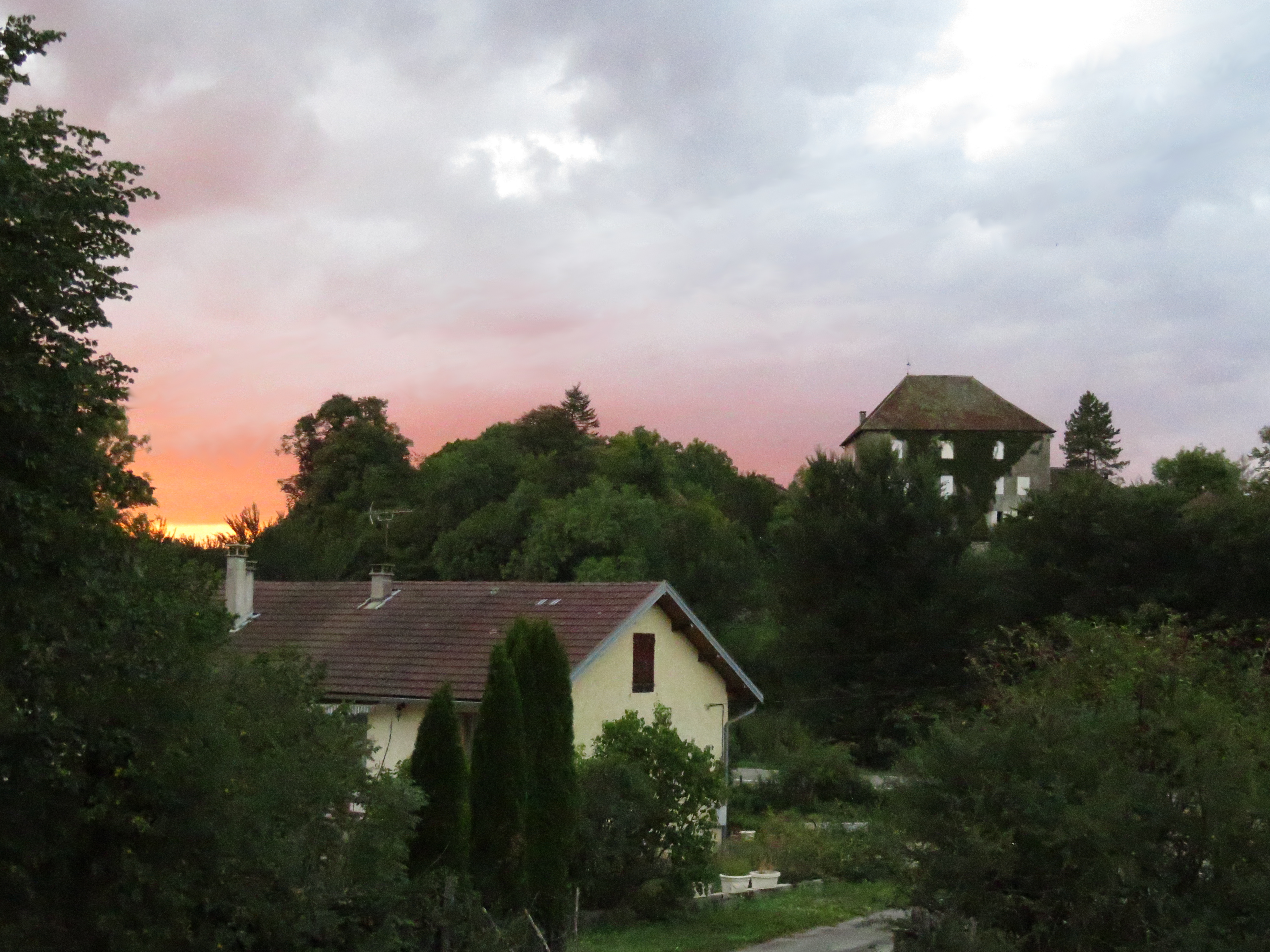
Moutonne é um município francês

Moutonne é uma comuna francesa na região administrativa de Borgonha-Franco-Condado, no departamento de Jura. Estende-se por uma área de 3,99 km². Em 2010 a comuna tinha 132 habitantes (densidade: 33,1 hab./km²).